# 황화 리튬
황화 리튬(Lithium sulfide, 화학식 : Li2S)은 무기화합물이다. 이것은 (Li+)2S2–의 염 형태이다.. 이것은 딱딱한 황백색의 조해성 분말을 이루며, 아마 썩은 달걀 냄새가 날 수도 있다.

## 특성
순도가 높고, 이온이 활동할 수 있다.

## 사용
원래 기능성 수지의 원료로 사용하려 하였지만, 보급은 되지 않았었다. 그 후에 2001년 일본 오사카 부립 대학 대학원 다츠미사고 교수가 축전지 전용 연구를 개시, 2004년 전해질 용액과 동등한 이온 전도도를 가진 고체로 사용 가능해졌다. 그 후, 황화 리튬은 황화 나트륨 배터리와 연관이 있는 시스템인 황화 리튬 배터리에 이용되고 있다.